# Охлобыстин, Иван Иванович
Ива́н Ива́нович Охлобы́стин (род. 22 июля 1966, Поленово, Тульская область, СССР) — советский и российский актёр кино, телевидения, озвучивания и дубляжа, кинорежиссёр, сценарист, продюсер, драматург, журналист, писатель. Священник Русской православной церкви, временно (с 2010 года) отстранённый от служения по собственному желанию. 

## Биография

### Ранние годы
Иван Охлобыстин родился 22 июля 1966 года в доме отдыха «Поленово» (Заокский район Тульской области), где его отец, которому тогда было 60 лет, работал главным врачом. Матери Ивана, на тот момент студентке, было 19.
Отец — Иван Иванович Охлобыстин (16 декабря 1905, Кимры, Тверская губерния — 1981 или 1994), военный врач, участник Великой Отечественной войны, полковник медицинской службы. Награждён 4 орденами и медалями, участник испанской, финской и корейской войн.
Мать — Альбина Ивановна Ставицкая (род. 1946) (по первому мужу Охлобыстина, дев. Беляева), инженер-экономист, вышла замуж второй раз за Анатолия Ставицкого, у Ивана был единоутробный брат Станислав Ставицкий, есть племянник Иван.
Некоторое время семья жила под Малоярославцем, затем переехала в Москву.
После окончания школы (1983) Иван пошёл в ПТУ, которое окончил через год по специальности «оператор ЭВМ». В 1984 году поступил во ВГИК на режиссёрский факультет, но после первого курса был призван в армию и прослужил два года (1985—1987) в ракетных войсках в Ростове-на-Дону. Затем восстановился в институте.
Учился на одном курсе со многими будущими деятелями российского кинематографа: Тиграном Кеосаяном, Бахтиёром Худойназаровым, Фёдором Бондарчуком, Александром Башировым, Рашидом Нугмановым и другими. На параллельном курсе (на сценарном факультете) в то же время учились Рената Литвинова, Роман Качанов и другие. Впоследствии со многими из них Охлобыстин продолжил начатые ещё в институте дружбу и сотрудничество.
В 1992 году окончил режиссёрский факультет ВГИКа (мастерская Игоря Таланкина).
Активно занимался общественной работой и даже был избран секретарём Союза кинематографистов СССР.

### Успех в карьере в 1990-е годы
Началом карьеры Охлобыстина стала вышедшая на экраны в 1991 году картина «Нога» режиссёра Никиты Тягунова — он получил приз за лучшую роль на фестивале «Молодость-1991» (снимался из-за суеверных мотивов под псевдонимом Иван Чужой). Первый же написанный Иваном Охлобыстиным сценарий — к фильму «Урод» режиссёра Романа Качанова — номинировался на премию «Зелёное яблоко, золотой листок». Первая полнометражная режиссёрская работа Охлобыстина — «Арбитр» с саундтреком групп «Пикник» и «Оберманекен» — получила награду «Кинотавр» в категории «Фильмы для избранных».
В 1997 году Охлобыстин в эпизодической роли молодого бандита снялся в фильме «Мама, не горюй».
Одновременно с этим Охлобыстин принимал участие в театральных постановках. 16 февраля 1996 года во МХАТе состоялась премьера спектакля по его пьесе «Злодейка, или Крик дельфина» в постановке Михаила Ефремова. В том же МХАТе был поставлен и второй спектакль Охлобыстина — «Максимилиан-столпник», в 1999 году режиссёр Роман Качанов экранизировал эту пьесу о новоявленном прорицателе и выпустил под названием «Максимилиан». В конце 1990-х делал репортажи для журнала «Столица», но вскоре покинул издание, поскольку, по его словам, оно превратилось в «бордель», после этого работал в штате еженедельника «Вести».
Работа в кино продолжилась в 2000 году фильмом «ДМБ», сценарий к которому Охлобыстин написал в соавторстве с режиссёром фильма Качановым; в сюжете фильма в определённой степени воплотились собственные воспоминания Охлобыстина о службе в армии.
В 2001 году по его сценарию тем же режиссёром была снята ещё одна комедия — «Даун Хаус» (современная интерпретация романа Фёдора Достоевского «Идиот»). Охлобыстин также сыграл в фильме роль Парфёна Рогожина. Также в 2001 году он выступил автором сценария в философской драме «Мусорщик» режиссёра Георгия Шенгелии.

### Уход из кинематографа
О приверженности Охлобыстина православию общественности стало известно в конце 1990-х годов, когда он вёл религиозную телепередачу «Канон» на телеканале ТВ-6 и активно выступал в защиту православия, подвергая жесточайшей критике религиозные секты.
В начале 2001 года, после выхода «Даун Хауса», выяснилось, что Охлобыстин рукоположён в священники архиепископом Ташкентским и Среднеазиатским Владимиром (Икимом) в Ташкентской епархии. Жена не смогла перенести ташкентскую жару, и после семи месяцев служения, в конце года, семья возвратилась обратно в Москву, где прошла презентация короткометражного фильма о князе Данииле. Тогда же президент Владимир Путин подарил Ивану именные золотые часы «За заслуги перед Отечеством», хотя тот так и не понял, за что именно — то ли за серию телефильмов «Жития святых», то ли за репортажи из воюющей Сербии, сделанные для программы «Канон».
Охлобыстин на время оставил свою профессию и работал только в роли сценариста.
В 2005 году опубликована его книга «XIV принцип», написанная в жанре фантастики.

### С 2005 года
До 2005 года отец Иоанн служил в храме святителя Николая в Заяицком, расположенном на Раушской набережной Москвы-реки. После — в храме Софии Премудрости Божией в Средних Садовниках. Вёл передачу «Стая» на радиостанции «Русская служба новостей», а также колонку в мультимедийном сообществе «Сноб».

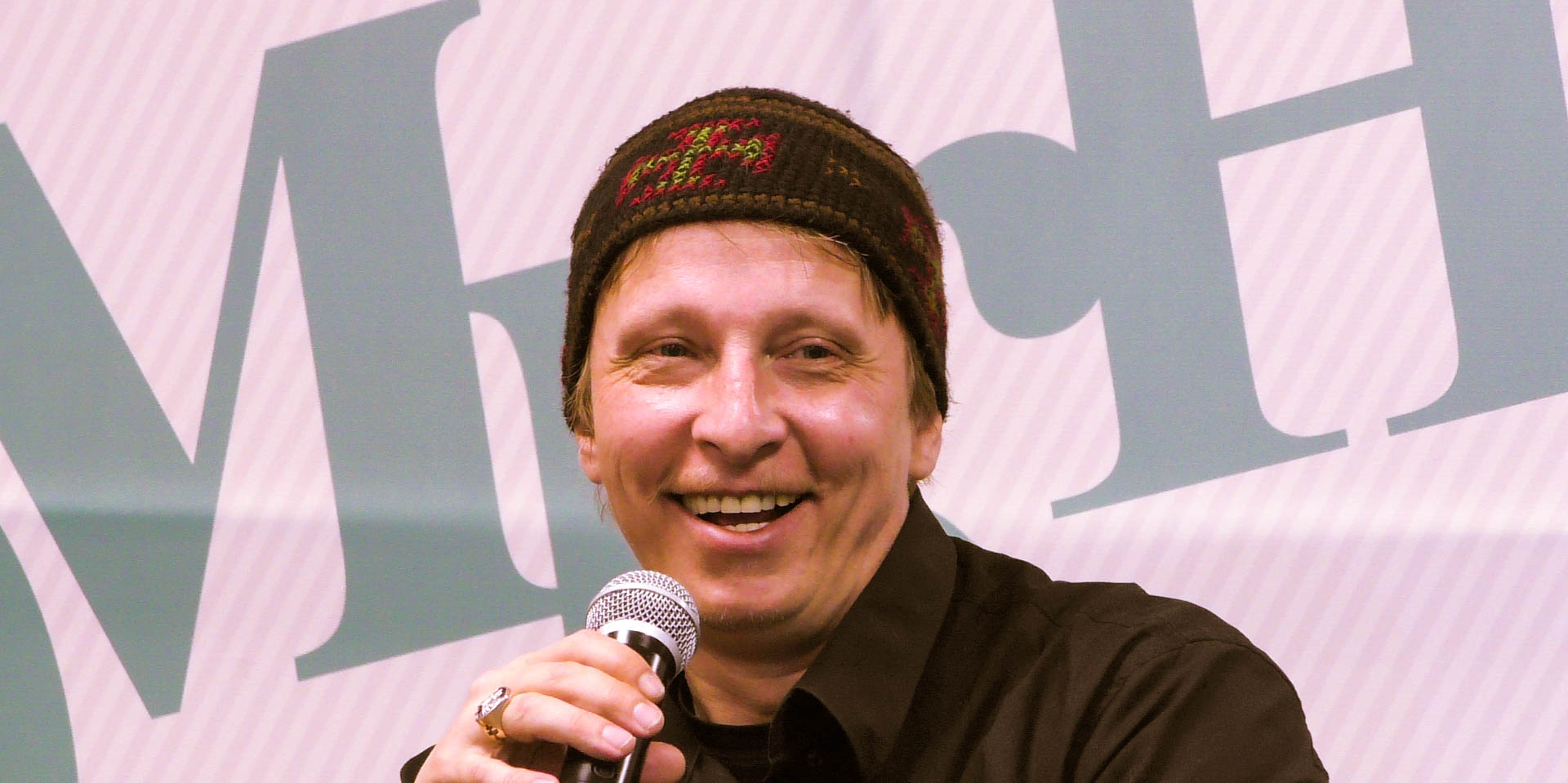
Иван Охлобыстин, 2017

Позже Охлобыстин снова активно занялся кинематографической деятельностью. В фильме «Заговор» режиссёра Станислава Либина исполнил роль Григория Распутина.
В 2010 году по его сценарию рок-музыкант Гарик Сукачёв снял фильм «Дом Солнца».
В 2009 году вышли сразу несколько фильмов с его участием: наиболее известны боевик «Пуля-дура» и историческая драма «Царь», где он сыграл роль царского шута Вассиана.
С 2010 по 2016 год снимался в комедийном телесериале «Интерны», исполняя в нём главную роль заведующего терапевтического отделения. Охлобыстин объяснил возвращение в кино тем, что в семье не хватало денег.
26 ноября 2009 года появилось сообщение о том, что Охлобыстин попросил патриарха Кирилла освободить его от служения из-за «внутренних противоречий». 8 февраля 2010 года патриарх исполнил просьбу, отстранив его от священно служения, запретил ношение священнических одежд и иерейского креста. Патриарх отметил, что если священник Иоанн Охлобыстин сделает «окончательный и однозначный выбор в пользу пастырского служения», то его временное запрещение в служении может быть снято. 29 ноября в интервью газете «Московский комсомолец» Охлобыстин заявил, что в течение ближайших двух лет намерен вновь вернуться к служению в церкви.
С декабря 2010 года вёл на «Фейсбуке» блог от имени своего персонажа доктора Быкова из телесериала «Интерны», где перемежал факты собственной биографии с событиями жизни вымышленного героя. До начала января 2014 года состоял на должности креативного директора компании «Евросеть».
В 2011 году снимался в рекламе салона сотовой связи «Евросеть».
С 15 января 2014 по 2015 год — креативный директор производителя и поставщика одежды «Baon».
С апреля 2017 года — колумнист русскоязычной версии сайта телеканала RT.
С апреля 2018 года озвучивает Печкина в мультсериале «Простоквашино».

## Семья и личная жизнь

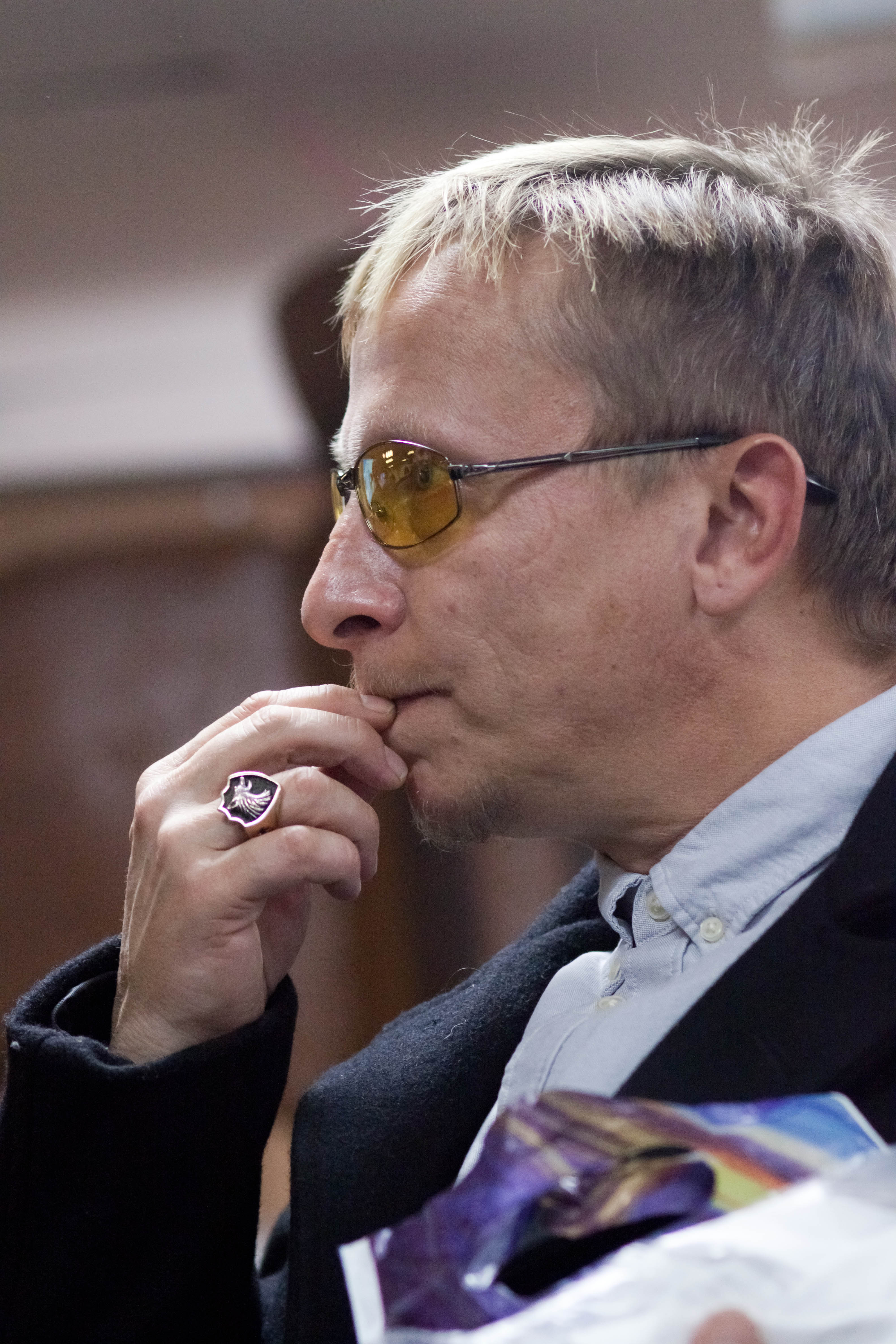
2017 год

С 1992 года по 1996 год жил с актрисой Ксенией Качалиной.
Женат с 1996 года на актрисе Оксане Охлобыстиной (до замужества — Арбузова). Дочери Анфиса (род. 8 августа 1996 года), Евдокия Батариели-Охлобыстина (род. 2 ноября 1997 года), Варвара (род. 9 марта 1999 года), Иоанна (род. 17 августа 2002 года), сыновья Василий (род. 5 марта 2001 года), Савва (род. 22 марта 2006 года).
Является крёстным отцом более 50 человек, включая актёра Артура Смольянинова, Орфея Епифанцева (сына актёра Владимира Епифанцева), певицы и актрисы Евдокии Малевской.
Дома у Охлобыстина есть мини-коллекция ружей. Состоит в Союзе охотников и рыболовов России, увлекается ювелирным делом, имеет также разряд по шахматам. Состоит в Международной ассоциации айкидо кёку рэммэй. В период с 2005 по 2008 год увлекался прикладным каратэ, занимался Кёкусин Будокай и ножевым боем.

## Взгляды и политическая карьера
По политическим убеждениям является монархистом: «Я уверен, что на нашу азиатчину больше ничего не действует. Если нет личностного фактора, всё прекращает работать».
Активный сторонник легализации нарезного короткоствольного огнестрельного оружия (пистолетов и револьверов) в России. Является почётным членом Всероссийской общественной организации «Право на оружие», отстаивающей интересы владельцев гражданского оружия.
Неоднократно выступал с заявлениями гомофобного характера. В частности, Охлобыстин называл толерантное отношение к гомосексуальности «голубым фашизмом», а людей, выбирающих себе партнёров своего пола — страдающими от «психической аномалии», при этом призывая лишать представителей секс-меньшинств избирательного права. На вечере духовных бесед в Новосибирске со своими поклонниками заявил со сцены, что он бы их «живьём в печку запихал». Однополые браки актёр сравнивал с «женитьбой на морской свинке» и некрофилией. В тексте «Доктрины 77» он озвучивал тезис «Мужчина не может жениться на мужчине». Охлобыстин связывал свой уход из журнала «Сноб» с «навязыванием проповедования гомосексуализма и лесбийской любви» со стороны редактора Маши Гессен.
В 1999 году баллотировался в депутаты Государственной думы России от экологической партии зелёных «Кедр», но снял свою кандидатуру, что привело к исключению партии из списков на голосование. Попытка баллотироваться независимым кандидатом не увенчалась успехом. Позже назвал своё участие в избирательной кампании ошибкой.
5 сентября 2011 года на пресс-конференции в «Интерфаксе» заявил о готовности выдвинуть свою кандидатуру на пост президента России в 2012 году. 10 сентября в рамках подготовки к президентским выборам озвучил «Доктрину 77», в которой провозгласил национальную идею России — нести ответственность за весь мир. 18 сентября 2011 года отказался от выдвижения. В середине сентября появилась информация, что он может возглавить партию «Правое дело».
10 декабря 2011 года после скандальных парламентских выборов в России, прошедших 4 декабря, Иван Охлобыстин участвовал в марше российских националистов.

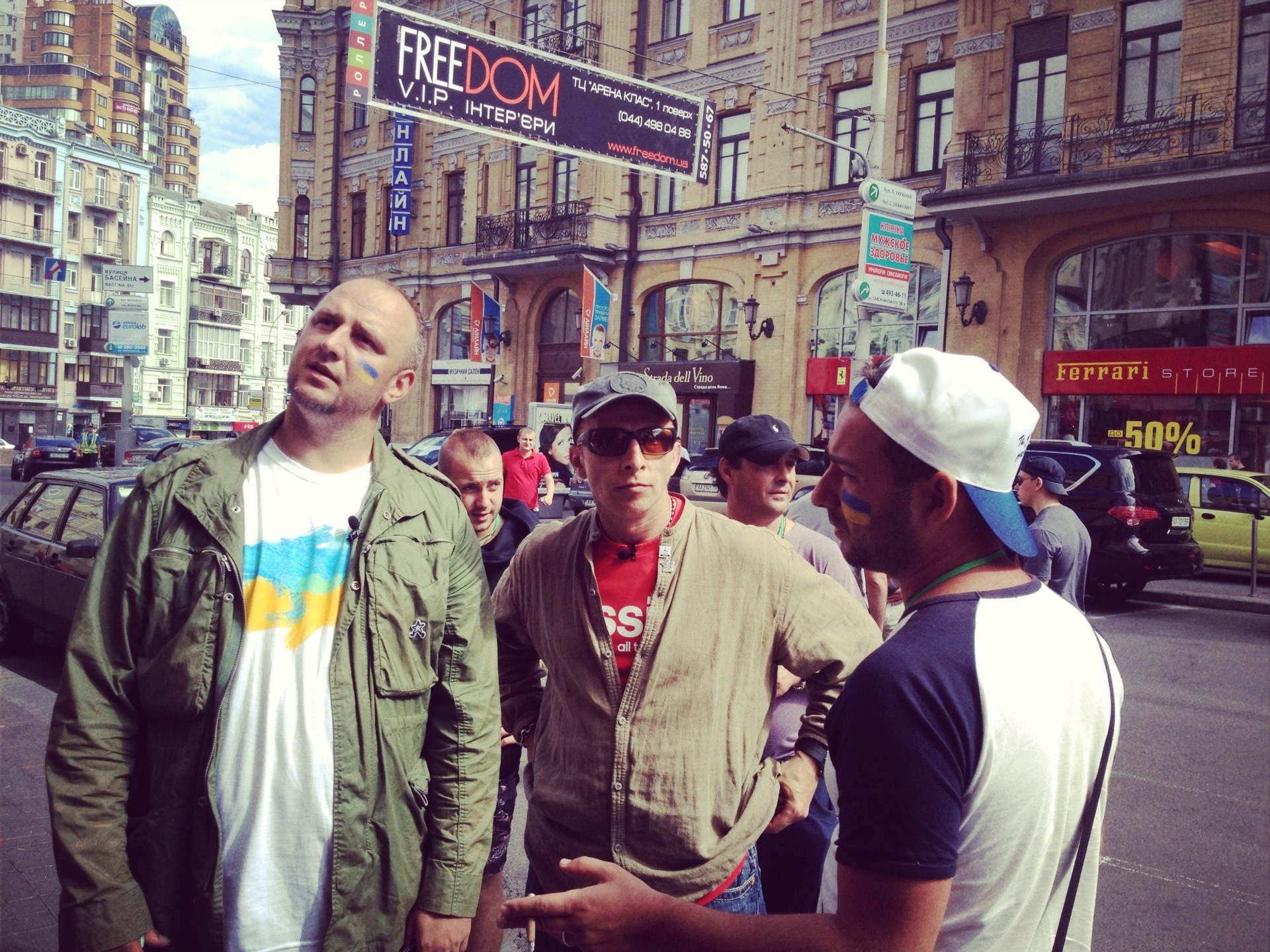
Потап и Иван Охлобыстин в Киеве, 2012 год

18 апреля 2012 года объявил о создании партии «Коалиция небо», официальное представление которой состоялось 25 апреля.
14 августа 2012 года возглавил высший совет партии «Правое дело». 21 августа в Интерфаксе состоялась пресс-конференция руководства партии, на котором Охлобыстин был представлен как председатель высшего совета. Некоторые наблюдатели восприняли его как возможного руководителя партии. 5 октября того же года из-за постановления священного синода, запрещающего священникам состоять в политических партиях, покинул партию, но остался её духовным наставником (консультантом).
25 марта 2013 года обратился к Президенту России Владимиру Путину с просьбой освободить Александру Лоткову, осуждённую 20 марта 2013 года за стрельбу в метро.
7 января 2014 года написал открытое письмо Президенту России Владимиру Путину с просьбой вернуть в Уголовный кодекс Российской Федерации отменённую в 1993 году статью за мужеложство, мотивируя это тем, что принятые законы о запрете пропаганды гомосексуализма, по его мнению, «недостаточно эффективны». В марте 2014 года Тушинский суд Москвы отказал в удовлетворении иска ЛГБТ-активиста Николая Баева к Ивану Охлобыстину. В исковых требованиях Баев просил взыскать с Охлобыстина компенсацию морального вреда и принести публичные извинения за его предложение   вернуть в Уголовный кодекс наказание за мужеложство, высказанные Охлобыстиным в декабре 2013 года в Новосибирске.
В 2014 году называл себя рашистом и раскритиковал позицию Андрея Макаревича по Украине.
26 октября 2014 года Служба безопасности Украины заявила о внесении Охлобыстина в список из нескольких сотен деятелей российской культуры, которым запрещён въезд на Украину из-за их политической позиции.
30 ноября 2014 года Охлобыстин привёз в Донецк и показал жителям самопровозглашённой Донецкой Народной Республики (ДНР) свой новый фильм «Иерей-Сан», публично выразил свою поддержку ДНР и её лидерам. 9 декабря комиссия по вопросам распространения и демонстрации фильмов при Госкино Украины запретила показывать на Украине 71 кинофильм и телесериал с участием Охлобыстина.
25 октября 2014 года было объявлено о внесении Охлобыстина в «чёрный список» лиц, которым запрещён въезд в Латвию. Министр иностранных дел Латвии Эдгар Ринкевич объяснил решение высказываниями Охлобыстина, разжигающими этническую вражду. По словам министра, на включение Охлобыстина в список повлияли слова о том, что геев нужно сжигать. Внесён также в список лиц, которым запрещён въезд в Эстонию.
7 декабря 2014 года на пресс-конференции в «Комсомольской правде» выступил с заявлением о необходимости создания идеологической программы, направленной на воспитание патриотизма у детей и молодёжи.
В августе 2015 года СБУ внесла Охлобыстина в список деятелей культуры, действия которых создают угрозу национальной безопасности Украины.
29 ноября 2016 года написал заявление на имя Главы Донецкой Народной Республики Александра Захарченко с просьбой о предоставлении гражданства ДНР. На следующий день просьба была удовлетворена. Паспорт Охлобыстину в Донецке вручил лично глава республики. После этого на Ивана Охлобыстина на Украине было заведено уголовное дело по ч.1 ст. 258-3 Уголовного кодекса Украины (создание террористической группы или террористической организации).
После признания Россией ДНР и ЛНР и до вторжения России на Украину Охлобыстин пожелал не останавливаться на этом и заявил, что «такой исторический казус, как Украина, должен исчезнуть».
В 2022 году Иван Охлобыстин поддержал вторжение России на Украину, а также организовал флэшмоб «Работайте, братья», в рамках которого зачитал стих из фильма «Брат 2». Его высказывания подверглись критике Дмитрия Назарова, который посвятил ему стихотворение, начавшееся со строчек: «Какая „гойда“, парень? Ты опричник? Ты пёс цепной безумного царя?». Также в нём были озвучены слова: «Такое даже думать неприлично, ведь это лозунг грязного ворья».
В 2024 году стал доверенным лицом кандидата в президенты России Владимира Путина.

## Санкции
19 октября 2022 года, после вторжения России на Украину, внесён в санкционный список Украины за публичные призывы к агрессивной войне и оправдание российской агрессии.
Ранее МИД Латвии ввёл санкции в отношении Охлобыстина, запретив на неограниченный срок ему въезд в страну, в числе российских культурных деятелей поддержавших войну на Украине.
20 июля 2023 года внесён в санкционный список Канады против «лиц использующих свое искусство для пропаганды вторжения России в Украину».
Ранее Охлобыстин как российский пропагандист и «сторонник аннексии Крыма» был внесён ФБК в список коррупционеров и разжигателей войны с предложением введения против него международных санкций.
24 июня 2024 года Охлобыстин был включён в санкционный список стран Евросоюза:

Иван Охлобыстин — российский актёр, кинорежиссёр, сценарист и продюсер, открыто поддерживающий провоенную пропаганду российского правительства участием в государственных пропагандистских мероприятиях, посещением и поставками вещей российским войскам и сепаратистским силам, дислоцированным в Украине. За эти действия он был награждён медалью так называемой «ДНР» за участие в агрессивной войне России против Украины, а также орденом «За заслуги» от оккупированной Россией Запорожской области.— «Официальный журнал Европейского союза», Брюссель, 24 июня 2024 года

## Творчество

### Фильмография
В некоторых фильмах в титрах указан как Леопольд Роскошный, Иван Чужой или Иван Лесничий.

#### Актёр
| Год       |    | Название                         | Роль                                                                                    |
| --------- | -- | -------------------------------- | --------------------------------------------------------------------------------------- |
| 1983      | ф  | Обещаю быть!                     | Миша Стрекозин                                                                          |
| 1991      | ф  | Нога                             | Валера Мартынов (под псевдонимом Иван Чужой)                                            |
| 1991      | ф  | Арбитр                           | Андрей                                                                                  |
| 1992      | ф  | Над тёмной водой                 | сын Льва (под псевдонимом Иван Чужой)                                                   |
| 1994      | ф  | Хоровод                          | Гена Иванов                                                                             |
| 1995      | ф  | Мания Жизели                     | Серж Лифарь (под псевдонимом Леопольд Роскошный)                                        |
| 1995      | ф  | Приют комедиантов                | Иван                                                                                    |
| 1996      | ф  | Мужчина для молодой женщины      | режиссёр                                                                                |
| 1996      | тф | Старые песни о главном 2         | образ Юрия Деточкина                                                                    |
| 1997      | ф  | Кризис среднего возраста         | владелец бара / морячок                                                                 |
| 1997      | ф  | Три истории                      | доктор                                                                                  |
| 1997      | ф  | Мама, не горюй                   | киллер Макар                                                                            |
| 1998      | ф  | Кто, если не мы                  | патологоанатом                                                                          |
| 1999      | ф  | 8 ½ $                            | режиссёр Гера Кремов                                                                    |
| 1999      | ф  | Максимилиан                      | профессор                                                                               |
| 2000      | ф  | ДМБ                              | особист-контрразведчик                                                                  |
| 2000      | ф  | Вместо меня                      | водила с острова                                                                        |
| 2001      | ф  | Даун Хаус                        | Парфён Рогожин                                                                          |
| 2001      | ф  | Чёрная комната                   | таксист                                                                                 |
| 2007      | ф  | Заговор                          | Григорий Распутин                                                                       |
| 2009      | с  | Шальной Ангел                    | Кеша, помощник Муромцевой                                                               |
| 2009      | с  | Питерские каникулы               | Иван Гнедушев                                                                           |
| 2009      | ф  | Фига.Ro                          | Семён                                                                                   |
| 2009      | ф  | Зона турбулентности              | водитель                                                                                |
| 2009      | ф  | Царь                             | царский шут Вассиан                                                                     |
| 2010      | ф  | Москва, я люблю тебя!            | отец Иоанн, доктор богословия                                                           |
| 2010      | ф  | Ирония любви                     | орнитолог Котелевский                                                                   |
| 2010      | ф  | Дом Солнца                       | лектор                                                                                  |
| 2010—2016 | с  | Интерны                          | заведующий терапевтическим отделением Андрей Евгеньевич Быков                           |
| 2010      | с  | Реальные кабаны                  | гонщик Максим                                                                           |
| 2010      | ф  | Глухарь. «Снова Новый!»          | Максим                                                                                  |
| 2011      | ф  | Поцелуй сквозь стену             | бродяга-волшебник                                                                       |
| 2011      | ф  | Служебный роман. Наше время      | Григорий Трусов                                                                         |
| 2011      | ф  | Generation П                     | Малюта                                                                                  |
| 2011      | ф  | Криминальные обстоятельства      | мент Толик                                                                              |
| 2011      | ф  | Суперменеджер, или Мотыга судьбы | Генрих Робертович Штерн                                                                 |
| 2011      | ф  | Мой парень — ангел               | водитель с мигалкой                                                                     |
| 2012      | ф  | Чапаев Чапаев                    | Чапаев                                                                                  |
| 2012—2016 | с  | Метод Фрейда                     | Роман Витальевич Фрейдин (Фрейд)                                                        |
| 2012      | ф  | Соловей-разбойник                | Севостьян Григорьевич Соловьёв (Соловей)                                                |
| 2012      | с  | Грач                             | Самсонов («Доктор»), серийный убийца                                                    |
| 2014      | ф  | Иерей-Сан                        | Андрей Нелюбин                                                                          |
| 2014      | ф  | Гена Бетон                       | заместитель директора фирмы                                                             |
| 2015      | ф  | Бармен                           | бармен                                                                                  |
| 2016      | ф  | Мотылёк                          | хозяин игорного клуба                                                                   |
| 2017      | ф  | Птица                            | Олег                                                                                    |
| 2017      | с  | Беглец                           | Миша                                                                                    |
| 2017      | ф  | Zомбоящик                        | судья / исполнитель главной роли в фильме «Book of the Death» / актёр из рекламы «Рука» |
| 2018      | ф  | Временные трудности              | Иван Ковалёв, отец Александра                                                           |
| 2019      | ф  | Волшебник                        | Лев Петрович Войнов, танкист, полковник бронетанковых войск                             |
| 2019      | с  | Ростов                           | «Котелок», главарь банды                                                                |
| 2019      | ф  | Дикая лига                       | Яша                                                                                     |
| 2019      | ф  | Холоп                            | Лев, психолог                                                                           |
| 2019—2023 | с  | Полярный                         | Михаил Александрович Болтяев (Болт), криминальный авторитет, владелец автомастерской    |
| 2020      | с  | Мёртвые души                     | капитан Копейкин                                                                        |
| 2020      | с  | Чума!                            | лекарь                                                                                  |
| 2021      | с  | Евгенич                          | Антон Касетов                                                                           |
| 2021      | ф  | Недетский дом                    | Андрей Маст                                                                             |
| 2022      | ф  | Золотые соседи                   | друг Петра Петровича                                                                    |
| 2022      | с  | Ресторан по понятиям-2           | Венцеслав Лучезарный (Гоша Доктор), хозяин веганского ресторана                         |
| 2022      | с  | Вспышка                          | Григорий Малинин («Пыха»), фотограф                                                     |
| 2023      | ф  | Быть                             | ведущий                                                                                 |
| 2023      | с  | Открывай, полиция!               | Дмитрий Рощин, подполковник МВД                                                         |
| 2023      | ф  | За Палыча!                       | Имя персонажа не указано                                                                |
| 2024      | ф  | Холоп 2                          | Лев, психолог                                                                           |
| 2024      | ф  | Бит и Байт 2: Адские каникулы    | охранник машин                                                                          |
| 2026      | мф | Простоквашино                    | Игорь Иванович Печкин, почтальон, муж Маргариты                                         |

#### Озвучивание и дубляж
- 2010 — Тростниковые жабы — закадровый голос[78]
- 2011 — Ранго — гремучка Джейк[79]
- 2011 — Иван Царевич и Серый Волк — Царь
- 2012 — Ледниковый период 4: Континентальный дрейф — капитан Гатт[80]
- 2012 — Снежная королева — тролль Орм
- 2013 — Иван Царевич и Серый Волк 2 — Царь
- 2014 — Снежная королева 2: Перезаморозка — тролль Орм / Снежный король
- 2016 — Иван Царевич и Серый Волк 3 — Царь
- 2016 — Сказки Серого Волка — Серый Волк[81]
- 2017 — Сказ о Петре и Февронии — заяц
- 2018—н.в. — Простоквашино — почтальон Печкин
- 2018 — Бредовая канитель
- 2019 — Иван Царевич и Серый Волк 4 — Царь
- 2019 — Мультерны — доктор Быков[82]

##### Клипы
- 2000 — «Полюби меня» («Неприкасаемые») — камео[83]
- 2010 — Новый год в деревне Глухарёво (НТВ) — доктор Быков
- 2011 — Детское сердце (СерьГа) — клоун
- 2014 — Сигмар (СтимфониЯ) — Сигмар[84]
- 2020 — Золото (Супер Жорик) — фотограф

#### Режиссёр

##### Полнометражные фильмы
- 1992 — Арбитр
- 2009 — Москва, я люблю тебя!

##### Короткометражные фильмы
- 1988 — Чушь. Рассказ ни о чём (короткометражный) — курсовая работа во ВГИКе
- 1989 — Разрушитель волн (короткометражный) — курсовая работа во ВГИКе

#### Сценарист
- 1991 — Арбитр
- 1993 — Урод
- 1997 — Мытарь
- 1997 — Кризис среднего возраста
- 1999 — Дух
- 1999 — Максимилиан
- 2000 — ДМБ
- 2001 — Даун Хаус
- 2001 — Мусорщик
- 2001 — Праздник
- 2002 — Начало пути
- 2007 — Параграф 78
- 2008 — Антикиллер Д. К.
- 2008 — Дом Солнца
- 2010 — Москва, я люблю тебя!
- 2010 — Партизаны
- 2012 — Соловей-разбойник
- 2012 — Метод Фрейда
- 2014 — Иерей-Сан
- 2015 — Бармен
- 2016 — Мотылёк

### Телевидение
В конце 1990-х — начале 2000-х годов Иван Охлобыстин вёл религиозную телепередачу «Канон» на телеканале «ТВ-6».
С 21 января по 25 июня 2012 года вёл программу «Первый класс» на «Первом канале».
С декабря 2017 до апреля 2019 года вёл программу «Новая русская философия Ивана Охлобыстина» на телеканале Царьград ТВ.
С 25 октября по 29 ноября 2019 года на «ТВ-3» выходило реалити-шоу «Охлобыстины», где Иван Охлобыстин и его семья стали главными героями.
С 13 сентября по 27 декабря 2020 года вёл реалити-шоу «Золото Геленджика» на ТНТ вместе с Кристиной Асмус и Тимуром Родригезом.
С 28 августа 2021 года — ведущий программы «СССР. Знак качества» на телеканале «Звезда».

### Книги
1. 2005 — «XIV принцип» ISBN 5-9900384-3-7 ISBN 978-5-9900384-3-1
2. 2007 — «Дом восходящего Солнца» ISBN 978-5-367-00540-0
3. 2008 — «ДМБ и другие киносценарии» ISBN 978-5-367-00700-8
4. 2013 — «Духовные копи»
5. 2015 — «Иоанн Кронштадтский» ISBN 978-5-17-086159-0
6. 2015 — «Ксения Петербургская» ISBN 978-5-17-090013-8
7. 2015 — «Матрона Московская» ISBN 978-5-17-084428-9
8. 2015 — «Тёмный альбом» ISBN 978-5-4247-0051-4
9. 2015 — «Благословляю на праведный бой! Сопротивление мировому злу»
10. 2017 — «Песни созвездия Гончих псов» ISBN 978-5-699-96546-5
11. 2017 — «Магнификус II» ISBN 978-5-04-089397-3
12. 2018 — «Запах фиалки» ISBN 978-5-17-110643-0
13. 2023 — «Великая тушинская зга» ISBN 978-5-17-116770-7

## Награды
За свою кинематографическую и общественную деятельность Иван Охлобыстин имеет 17 наград за лучшую режиссуру, 9 наград за лучшую актёрскую роль и 21 награду за лучший сценарий.
Из них:
- лауреат Приза «Серебряный Орёл» за лучшую режиссуру на МКФ в Чикаго (1989, за фильм «Разрушитель волн»)
- лауреат Приза зрительских симпатий на МКФ фильмов для молодёжи в Потсдаме (1989, за фильм «Разрушитель волн»)
- дипломант Кинофестиваля «Молодость-1991» (1991, за роль в фильме «Нога»)
- лауреат Приза за лучшую актёрскую работу в конкурсе «Фильмы для избранных» на Кинофестивале «Кинотавр» (1992, за роль в фильме «Нога»)
- лауреат Приза за лучшую режиссёрскую работу в конкурсе «Фильмы для избранных» на Кинофестивале «Кинотавр» (1992, за фильм «Арбитр»)
- лауреат Приза за лучшую режиссуру на КФ «Вторая премьера» в Москве (1992, за фильм «Арбитр»)
- лауреат Приза за лучшую режиссуру на МКФ в Кемпере (1993, за фильм «Разрушитель волн»)
- лауреат Премии «Золотой Овен» За лучший сценарий (2000, за фильм «ДМБ»)
- именные золотые часы № 239 «За заслуги перед Отечеством» (2001)
- лауреат Премии «Телезвезда» в номинации «Актёр года» (2010) (Украина)
- лауреат Премии «Телезвезда» в номинации «Любимый актёр» (2012) (Украина)

### Ордена и медали
- орден Дружбы (ДНР) (22 июня 2024) — за заслуги перед народом ДНР и правительством республики[90]
- орден «За заслуги перед Запорожской областью» I степени (14 июня 2023) — за значительный личный вклад в формирование информационного пространства Запорожской области, продвижение положительного образа региона, активную гражданскую позицию и патриотизм[91][92]
- медаль «Константин Симонов» (Минобороны России, 10 августа 2023)
- медаль «За выдающийся вклад в развитие российского казачества» (Приказ атамана Всероссийского казачьего общества от 19 июня 2024 № 70н, медаль № 0120) — за активную поддержку Русской Православной Церкви, казаков, защищающих Родину и мирных жителей на передовой СВО, а также за патриотическое и духовно-нравственное воспитание молодёжи[93][94]
- медаль «Участнику специальной военной операции на Украине. За мужество»
- медаль «За участие в спецоперации по денацификации и демилитаризации Украины» (21 декабря 2022, приказ командира 11-го полка Народной милиции ДНР)[95]
- нагрудный знак «Доброволец Донбасса» (гуманитарный) (Союз добровольцев Донбасса, февраль 2016) — за вклад в развитие культурных взаимосвязей между Россией и Донецкой народной республикой[96][97]
- памятный знак «От благодарного Луганского народа» (2016)[98]